# Rehabilitationswissenschaft
Es gibt in Deutschland zwei voneinander abweichende Verständnisse der wissenschaftlichen Disziplin Rehabilitationswissenschaft.
- Die eher klinisch-medizinische Rehabilitationswissenschaft erforscht das Gebiet der Rehabilitation.

Sie beschäftigt sich dabei u. a. mit Themen wie Entstehung, Verlauf, Prognose und Prävention von Erkrankungen sowie damit zusammenhängenden Beeinträchtigungen der Aktivitäten und sozialen Teilhabe. Die klinisch-medizinische Rehabilitationswissenschaft entwickelt Qualitätsmanagement-Systeme im Bereich rehabilitativer Einrichtungen und begleitet die Weiterentwicklung des rehabilitativen Versorgungssystems.
- Die eher pädagogische Rehabilitationswissenschaft umfasst psychologische, soziologische, pädagogische, erziehungswissenschaftliche, medizinische sowie rechtliche und ethische Aspekte im Bereich Behinderung und chronische Krankheit.[3]

Rehabilitationswissenschaftler nach diesem Verständnis sind daher in Forschung, Diagnostik, Beratung und Pädagogik tätig.
Die Rehabilitationswissenschaft gliedert sich dabei in die spezifischen Bereiche
- Hörbehinderung,
- Blindenpädagogik und Sehbehindertenpädagogik,
- Geistigbehindertenpädagogik,
- Körperbehindertenpädagogik,
- Lernbehindertenpädagogik,
- Sprachbehindertenpädagogik und
- Verhaltensgestörtenpädagogik.